# غدة درقية مجففة
الغدة الدرقية المجففة، والمعروفة أيضًا باسم خلاصة الغدة الدرقية، هي غدة درقية مُجففة ومطحونة بهدف الاستخدام الطبي. تُستخدم لعلاج قصور الغدة الدرقية. وهي أقل تفضيلًا من دواء الليفوثيروكسين. تؤخذ عن طريق الفم. قد يستغرق حدوث التأثيرات القصوى ما يصل إلى 3 أسابيع.
قد تحدث آثار جانبية في حال أخذ جرعات زائدة. مثل فقدان الوزن، والحمى، والصداع، والقلق، ومشاكل النوم، واضطرابات نظم القلب، وقصور القلب. تشمل الآثار الجانبية الأخرى ردود الفعل التحسسية. استخدامها أثناء الحمل والرضاعة آمن بشكل عام. يوصى بإجراء اختبارات دم منتظمة للتحقق من ملاءمة الجرعة. تحتوي الغدة الدرقية المجففة على خليط من هرمون الغدة الدرقية (T4) وثلاثي يود الثيرونين (T3).
استُخدمت الغدة الدرقية المجففة منذ أواخر القرن التاسع عشر. عادة ما تكون مأخوذة من الخنازير أو الأغنام أو الأبقار. وهي متوفرة كدواء مكافئ. في عام 2017، كانت الدواء رقم 130 الأكثر شيوعًا في الولايات المتحدة، مع أكثر من خمسة ملايين وصفة طبية. انخفض استخدامها منذ الستينيات.

## الاستخدامات الطبية
توصي الجمعية الأمريكية لأطباء الغدد الصماء وكلية الأطباء الملكية بعدم استخدام الغدة الدرقية المجففة لعلاج قصور الغدة الدرقية. تشمل المخاوف احتمالية حدوث آثار ضارة ناتجة عن مستويات زائدة من هرمون T3 وغياب بيانات السلامة طويلة الأمد من التجارب السريرية العشوائية. توصي الجمعية بدواء الليفوثيروكسين كعلاج مفضل. يرفض بعض الممارسين استخدام الغدة الدرقية المجففة.
يعادل حوالي 65 ملغ من مستخلص الغدة الدرقية 100 ميكروغرام من دواء الليفوثيروكسين.
تشمل الحجج ضد استخدام الغدة الدرقية المجففة ما يلي:
1. تمتلك مستحضرات الغدة الدرقية المجففة تنوعًا كبيرًا بين الجرعات مقارنة بالمستحضرات الاصطناعية.[9]
2. تحتوي الغدة الدرقية المجففة على نسبة 4: 1 تقريبًا من هرمون الغدة الدرقية (T4) إلى ثلاثي يودوثيرونين (T3). النسبة عند البشر، هي 11: 1.[10]
3. قد لا يوفر جمع نسب مختلفة من T4 وT3 فوائد أكثر من T4 وحدها. أظهرت بعض التجارب المنضبطة المعشاة فوائد غير متسقة لنسب مختلفة من T4 وT3.[11][12]
4. تؤخذ عادة جرعات الغدة الدرقية المجففة وفقًا للأعراض بدلًا من الجرعات لتحقيق نتائج معملية «مثالية» (مثل المستويات المصلية من TSH). ففي حين أن هناك جدلًا حول مستويات المصل المثالية، فإن أخذ الجرعات وفقًا للأعراض غالبًا ما يؤدي إلى الحاجة لجرعات أعلى. يعارض معظم أطباء الغدد الصماء هذه الجرعات العالية؛ بسبب احتمالية وجود مخاطر للإصابة بفرط نشاط الغدة الدرقية وهشاشة العظام.[13]
5. يبدو أن تفضيل العلاج «الطبيعي» ينبع من المعتقد الفلسفي على عكس العلم.[14]

## كيميائيًا
وصف دستور الأدوية الأمريكي الغدة الدرقية المجففة منذ قرن من الزمان على أن الغدة الدرقية النظيفة والمجففة والمسحوقة والمُستخلص منها الأنسجة الضامة والدهون ... مأخوذة من الحيوانات الأليفة التي يستخدمها الإنسان كغذاء (USP XVI). في العقود القليلة الماضية، كان الخنزير وحده هو المصدر المعتاد. قبل البدء بإجراء المقايسات الحديثة، كانت تُقاس الفاعلية فقط من خلال محتوى اليود (لا يقل عن 0.17% ولا يزيد عن 0.23%)، بدلًا من قياس المحتوى أو النشاط الهرموني.